# Кусмауль, Адольф
Адо́льф Кусма́уль (нем. Adolf Kußmaul; 22 февраля 1822, Грабен-Нойдорф, Германская империя — 28 мая 1902, Гейдельберг, Германская империя) — немецкий терапевт. Один из основоположников современной гастроскопии.

## Биография
Изучал медицину в Гейдельберге, где в 1857 году был избран экстраординарным профессором; с 1859 года — директор медицинской клиники в Эрлангене. В 1876 году перешёл с тем же званием в Страсбургский университет, где оставался до 1889 года. Кусмауль — выдающийся клиницист и специалист по нервным болезням своего времени.
Написал ряд превосходных монографий, из которых отдельно изданы: «Die Farbenerscheinungen im Grunde des menschlichen Auges» (1845); «Ueber Ursprung und Wesen der fallsucbtartigen Zuckungen bei der Verblutung etc.» (вместе с Адольфом Теннером, 1857), пролившее свет на учение об эпилепсии; «Von dem Mangel, der Verkümmerung und Verdoppelung der Gebärmemutter etc.»; «Ueber das Seelenleben des neugeborenen Menschen» (2 изд., 1884); «Ueber d. konstitutionellen Merkurialismus und sein Verhältnis zur konstitutionellen Syphilis»; «Ueber die Behandlung der Magenerweiterung durch eine neue Methode» (1869; введение желудочного насоса), «Ueber die fortschreitende Bulbärparalyse und ihr Verhältnis zur progressiven Maskelatrophie» (1873) и другие. Особенно известно было «Die Störungen der Sprache. Versuch einer Pathologie der Sprache» (в «Частной патологии и терапии» Цимсена, 3 изд., 1885).
Кусмауль остался в истории медицины также тем, что первым предложил использовать аспирацию желудочного содержимого с помощью желудочных зондов с целью исследования состояния желудка (1869). Куссмауль первым попытался исследовать внутреннюю поверхность желудка, введя металлическую трубку длиной 47 см и диаметром 13 мм в гортань шпагоглотателя. Однако опыт не увенчался успехом: прибор был далеким от совершенства, а внешнего освещения оказалось недостаточно. Его идею развил и стал широко применять для диагностики заболеваний желудка его ассистент, будущий профессор и известный гастроэнтеролог Вильгельм фон Лейбе.
Он также выделил как симптом так называемое «дыхание Куссмауля» — выдох с запахом ацетона, встречается при кетоацидозе (сахарный диабет, голодание).
Имя учёного носит подострый передний полиомиелит Кусмауля, чаще называемый болезнь Дюшенна.